# Галевіце
Галевіце (пол. Galewice, нім. 1943-45 Gallwiese) — село в Польщі, у гміні Галевіце Верушовського повіту Лодзинського воєводства.
Населення — 1443 особи (2011).
У 1975-1998 роках село належало до Каліського воєводства.

## Демографія
Демографічна структура станом на 31 березня 2011 року:
|          | Загалом | Допрацездатний вік | Працездатний вік | Постпрацездатний вік |
| -------- | ------- | ------------------ | ---------------- | -------------------- |
| Чоловіки | 713     | 154                | 496              | 63                   |
| Жінки    | 730     | 141                | 439              | 150                  |
| Разом    | 1443    | 295                | 935              | 213                  |